# Pont de xarxa

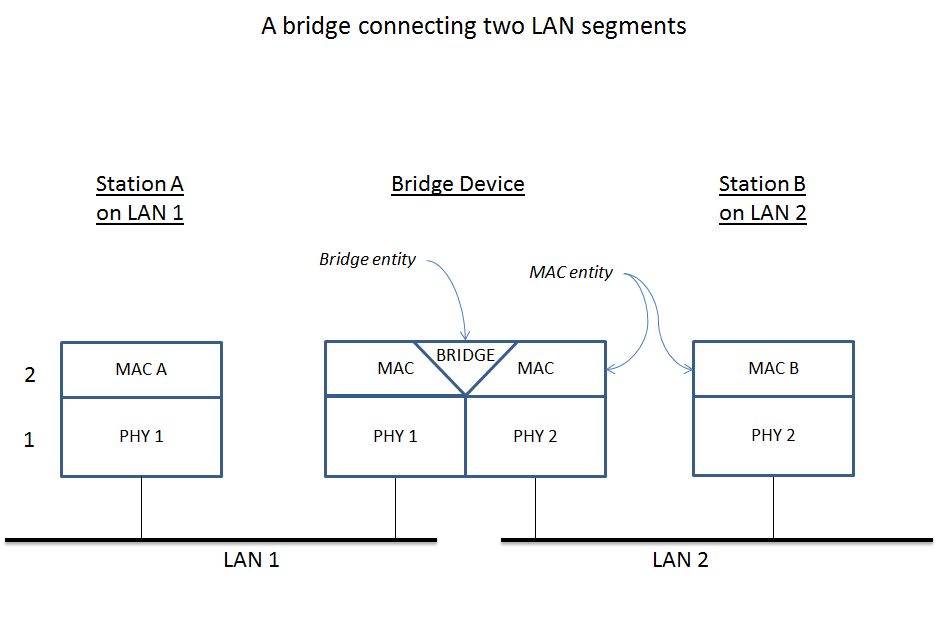
Fig.1 Pont de xarxa unint dues xarxes locals diferents

Un pont de xarxa o bridge és un dispositiu d'interconnexió de xarxes d'ordinadors que opera amb la capa 2 (nivell d'enllaç de dades) del model OSI. Aquest interconnecta dos segments de xarxa (o divideix una xarxa en segments) fent el passatge de dades d'una xarxa a l'altre, amb base de la direcció física de destí de cada paquet.
Un bridge connecta dos segments de xarxa com una sola xarxa fent servir el mateix protocol d'establiment de xarxa.
Funciona a través d'una taula de direccions MAC detectades en cada segment que està connectat. Quan detecta que un node d'un dels segments està intentant transmetre dades a un node de l'altre, el bridge copia la trama per l'altra subxarxa. Per utilitzar aquest mecanisme d'aprenentatge automàtic, els bridges no necessiten configuració manual.
La principal diferència entre un pont (bridge) o un repetidor i un hub és que el segon passa qualsevol trama amb qualsevol destí per a tots els altres nodes connectats, en canvi el primer només passa les trames pertinents a cada segment. Aquesta característica millora el rendiment de les xarxes al disminuir el tràfic inútil.
En les xarxes Ethernet, el terme "pont" formalment significa un dispositiu que es comporta d'acord amb l'estàndard IEEE 802.1D- sovint anomenat un commutador de xarxa en la literatura comercial.
Per a fer el bridging o interconnexió de més de dues xarxes, s'utilitzen els commutadors de xarxa.
Es distingeixen dos classes de bridges:
- Locals: serveixen per enllaçar directament dues xarxes físicament pròximes.
- Remots o d'àrea extensa: es connecten en parelles enllaçant dos o més xarxes locals, formant una xarxa d'àrea extensa, a través de línies telefòniques.